# Сердюков, Владимир Иванович
Влади́мир Ива́нович Сердюко́в (28 февраля 1924, Алма-Ата, Туркестанская АССР — 26 марта 2003, Санкт-Петербург) — советский и российский художник — график, гравёр, мастер черно-белой и цветной ксилографии и книжной графики, живописец, иллюстратор и реставратор ксилографии. Занимался книжной иллюстрацией и эстампом. Специализировался на ксилографии (гравюрe на дереве) Х2. Основная тема в творчестве — «Ленинградские пейзажи». Известен как мастер книжной иллюстрации и ксилографии, реставратор досок известных художников-ксилографов.

## Биография
Родился 28 февраля 1924 года в городе Алма-Ата Туркестанской АССР.
21 июня 1941 окончил среднюю школу, а 22 июня началась Великая Отечественная война. В армию призван в 1942 году Тахта-Базарским РВК, Туркменской ССР (Марыйская область, Тахта-Базарский район).
Дивизия была спешно переброшена на Западный фронт. Участвовал в войне в должности связиста в составе:
- 46 гвардейский стрелковый полк
- 16 гвардейская стрелковая дивизия
- 11-я гвардейская армия в составе РККА и СА Вооружённых Сил СССР.

Согласно Приказу по 46 гвардейскому стрелковому полку 16 гвардейской стрелковой Карачеевской ордена Ленина Краснознаменной дивизии за номером 013/м от 27 мая 1944 г. за проявленную отвагу в боях, за стойкость, мужество, за героизм был удостоен Медалью «За отвагу». Даты подвига 5 сентября 1942, 15 апреля 1943 Владимира Ивановича за то, что в бою в районе города Ржева 5 сентября 1942 года получил тяжелое ранение. Вторично был ранен на Смоленском направлении 15 апреля 1943 года. Прошёл путь от Курска до Берлина. Брал Варшаву, Прагу и Берлин.
Награждён орденом Красной Звезды, «орденом Великой Отечественной войны 2-й степени»,медалями «За взятие Берлина», «Освобождение Варшавы», «За победу над Германией в Великой Отечественной войне 1941—1945 гг.» и многими другими.
Рисовал на фронте, после войны в 1945 году поступает в Алма-Атинское художественное училище на факультет «художественная графика», который оканчивает в 1949 году.
В 1949 переезжает в Ленинград и поступает Академию художеств на графический факультет.
В Академии познакомился в Ниной Николаевной Новосельской. В 1952 году у них родился сын Николай. Оба художника учились на графическом факультете у профессора Таранова Михаила Афанасьевича. Преподавателем ксилографии был В. Г. Антонов, проходивший курс ксилографии у Матэ Василия Васильевича. Ксилография стала основной техникой, в которой работал В. И. Сердюков.
В рамках дипломной работы на графическом факультете Академии Художеств выполнил девять иллюстрации в технике ксилография к поэме «Анхилита» советского поэта Гоппе Германа Борисовича.
Обучался на одном факультете с Васильевым Николаем Ивановичем, с которым в 1967 году совместно проиллюстрировал роман «Лицом к лицу» писателя Лебеденко Александра Гервасьевича.

## Творчество
Начинал работу Владимир Иванович в качестве иллюстратора газетных и журнальных статей в Ленинграде и Москве. Обычно в газетах работа была срочная, сегодня давали материал, а завтра нужно было нести в редакцию готовую работу. Книг дома было очень много, ведь понадобится могло все, что угодно. Помогали художнику зарисовки с натуры (натурные зарисовки). Рисовал он много и в любых условиях. Глаз был очень точным. Всю жизнь зарисовки с натуры были основой его произведений. Наиболее значительными работами были гравюры на дереве к книге «Литературные памятные места Ленинграда», выполненные по эскизам супруги Нины Николаевны Новосельской в середине 1970-х годов.
Иллюстрации к книге Германа Борисовича Гоппе «Анхилита» (Издательство Детская литература. Ленинград), выпущенной в 1969 (Стихотворная поэма о судьбе испанской девушки, обретшей вторую родину в СССР) (9 ксилографий),
гравюра к стихам Владислава Андреевича Шошина.
Художник создал множество талантливых книжных, журнальных иллюстрации, обложек книг и журналов. Целый ряд иллюстраций художника связан с темой войны.
Оформил множество книг, сотрудничал со многими ленинградскими отделениями советских издательств и журналов: «Детская_литература», «Советский писатель», «Художественная литература», «Художник РСФСР», журнал «Нева». Книги известных Советских писателей оформленные и проиллюстрированные Сердюковым Владимиром Ивановичем издавались более чем 100000 тиражами.
Владимир Сердюков по преимуществу ксилограф, представитель многотрудной и благодарной графической специальности. художника архитектурные темы приобретают все более эмоциональный характер, раскрываясь в живом соприкосновении с природой, обогащаясь жанровыми мотивами. А в ряде ксилографий В. Сердюков создает обобщающий, собирательный образ города во всем многообразии связей его прошлого и настоящего.
Сложный контрастный и вместе с тем глубоко печальный графический образ Ленинграда слагается из множества индивидуальных работ, воплощающих личное, авторское видение его самыми разными художниками. Этот коллективный портрет *** груз общественных представлений. Однако общие направление его развития очевидно — движение в сторону глубоко личной интерпретации привычного, хорошо и давно знакомого. Этому подчинены и выразительные средства гравёра: отталкиваясь от ровной, условно декоративной штриховки, он стремится пластически…
Владимир Иванович создал свою лирическую манеру гравюры. Он рисовал штихелем, только намечая в эскизе контуры и массы. Им созданы десятки черно-белых и цветных гравюр на дереве с городскими пейзажами Ленинграда.
Выдающиеся гравюры: «Дворцовая площадь», «Старо-Калининский мост», «Летний Сад» представлены в альбоме цветных ксилографий «Ленинград» (Ленинград. 20 гравюр на дереве В. И. и Н. В. Сердюковых), созданный вместе с Николаем Владимировичем Сердюковым, сыном художника и выпущенным в 1984 году издательством «Художник РСФСР».Замечательная гравюры «Благовещенская церковь», «Банковский мостик», «Над Невой», «Нева» и многие другие изданы, многократно переизданы, и не стареют до сих пор.

### Педагогическая деятельность
Владимир Иванович Сердюков был не только большим мастером рисунка, ксилографии, цветной ксилографии, наброска, любимый студентами педагогом (он вел рисунок в качестве доцента в ЛИСИ, а затем в ЛВХПУ им. Мухиной), но и очень мягким интеллигентным человеком.
- Доцент, преподаватель рисунка в Ленинградском инженерно-строительном институте (ЛИСИ). (С 1992 переименован в Санкт-Петербургский государственный архитектурно-строительный университет).
- Доцент, преподаватель рисунка Ленинградском высшем художественно-промышленном училище им. Мухиной (ЛВХПУ им. Мухиной). (С 1994 переименован в Санкт-Петербургская художественно-промышленная академия имени А. Л. Штиглица).

## Семья
- Дедушка = Сердюков Максим Акимович
- Бабушка = Сердюкова Анна
- Отец — Сердюков Иван Максимович
- Мать — Зубова Юлиания Яковлевна
- Супруга — Новосельская Нина Николаевна — (3 июня 1926 — 11.06.1987) советский и российский художник-график, иллюстратор, мастер черно-белой и цветной линогравюры Х3. Член Союза художников СССР. Представитель Петербургской-ленинградской школы графики. Известна как мастер большеформатной линогравюры и книжной иллюстрации.
- Сын — Сердюков Николай Владимирович — советский и российский художник-график[4][5], мастер ксилографии и литографии, промышленный-дизайнер, педагог изобразительного искусства. Основатель и руководитель уникальных музеев печатной графики в которых каждый посетитель своими руками может напечатать гравюру на старинных станках, создать в мастер-классе монотипию, нарисовать литографию на настоящем литографском камне столетней давности. «Музей-мастерская старинных видов графики Печатня» в Невской куртине Петропавловской крепости, Санкт-Петербург (работавший 15 лет с 1997 по апрель 2012 г, закрытый дирекцией Петропавловской крепости) и «Музей-Печатня „Страницы истории печатного дела“»[6][7](действующий) в Историко-культурном комплексе Вятское имени Е. А. Анкудиновой, в Ярославской области.
- Внук — Cеpдюкoв Владимиp Hикoлaeвич.
- Внучка — Сердюкова Наталия Николаевна- художник-график[8][9], мастер черно-белой и цветной линогравюры и офорта, педагог печатной графики в Мастерской и школе печатной графики" в Санкт-Петербурге. Продолжает и развивает традиции печатной графики.

## Образование
- Алма-Атинское художественное училище (1945—1949)
- Российская Академии художеств графический факультет, мастерская процессора (1949—1954) Получил Диплом с отличием. Дипломная работа — оформление и иллюстрации к поэме Гоппе Герман Борисович «Анхилита»[10] . Книга издана в 1968 ленинградским отделением «ДЕТГИЗ» — Издательство детской литературы.

## Высказывания и цитаты
Владимир Иванович был остёр на оригинальные изречения и формулировки.
"Не будем об этом сказать"Сердюков Владимир Иванович
"Ленинград - один из крупнейших мировых центров науки, промышленности, культуры, искусства. Исторически юный, он, тем не менее, - один из самых красивых городов мира. Архитектурное чудо, творение многих поколений талантливейших зодчих, живописцев, скульпторов, он живет, растет, гармонично развивается и в наши дни и, как прежде, властно приковывает к себе внимание художников. Свой вклад в эту художественную летопись внесли и продолжают вносить многие советские мастера искусства - и в их числе графики Владимир Иванович и Николай Владимирович Сердюковы. Именно их работы - цветные гравюры на дереве (ксилографии) - и входят в альбом, который Вам предлагается. Гравюры, составляющие альбом, несомненно, высокохудожественны каждая в отдельности, хотя и неравноценны. Но их значимость становится еще выше, когда рассматриваешь листы альбома в комплексе, где каждая гравюра является одной из частей большой и целостной ксилографической сюиты. В этой сюите есть своя строгая и логичная построенность, композиционная закономерность, которая позволяет увидеть образ Ленинграда раскрывающимся как бы во времени и пространстве, во всем богатстве его объемно-пластической и цветовой характеристики. Работая над альбомом как над единым целым, авторы - а каждый из них имеет свою индивидуальность, свой творческий почерк - сумели так соединить свои усилия, что добились приведения почти всех гравюр к стилистическому единству. Только очень изощренный глаз заметит, что в отдельных листах характер штриха, характер трактовки формы (деревья, волны, облака) чуть отличается от других. Это - естественное, более того, драгоценное качество, которое неповторимо, как голос, как интонация. Но согласование, гармонизация этих голосов - безусловная заслуга ведущего автора Владимира Ивановича Сердюкова, художника тонкого, многоопытного, бесконечно требовательного к себе и другим. Необычнайно тонкая и технически сложная работа советских и российских художников-граверов, мастеров ксилографии и книжной графики: Сердюкова Владимира Ивановича и Сердюкова Николая Владимировича. Гравюры напечатаны вручную в несколько цветов типографской краской на белой бумаге. Альбом «Ленинград» состоит из двадцати цветных ксилографий, выполнены в жанре "городской пейзаж"." Вступительная статья Мямлина Игоря Гавриловича к книге «Ленинград. 20 гравюр на дереве В. И. и Н. В. Сердюковых»

## Серии художественных работ
- Альбом «Ленинград. 20 гравюр на дереве В. И. и Н. В. Сердюковых» созданный совместно с сыном Сердюковым Николаем Владимировичем — Печатная книга. Формат издания 70x90/4. Издательство Художник РСФСР. Год выпуска 1984. В серии гравюр изображены городские пейзажи Ленинграда 1980-х годов. Гравюры напечатаны вручную в несколько цветов типографской краской на белой бумаге. Альбом «Ленинград» состоит из двадцати цветных ксилографий, список работ:

1. «Штаб Октября. Смольный»[11]
2. «Аврора»[12]
3. «Триумфальная Арка главного штаба»[13]
4. «Октябрь. Дворцовая площадь»[14]
5. «Площадь Ленина»[15]
6. «Музей революции»[16]
7. «Медный всадник. Невское утро»[17]
8. «Петропавловская крепость. Морозное утро»[18]
9. «Ледоход на Неве. Стрелка Васильевского острова»[19]
10. «Зимний Летний сад (Летний дворец Петра I)»[20]
11. «Летний Сад»[21]
12. «Крюков канал»[22]
13. «Старо-Калининский мост»[23]
14. «Пискаревское мемориальное кладбище»[24]
15. «Монумент героическим защитникам Ленинграда на площади Победы»[25]
16. «Площадь Стачек»[26]
17. «Город-порт. Памятник Крузенштерну»[27]
18. «Морской вокзал»[28]
19. "У кинотеатра «Прометей»[29]
20. „Праздничный Невский“[30]

## Художественные работы

### Ксилографии

#### Чёрно-белые ксилографии
- Чёрно-белая ксилография „На Заячьем острове“». (1967 г.) 11х18 см
- Чёрно-белая ксилография «Вечер». (19** г.) **х** см
- Чёрно-белая ксилография «Банковский мостик». (19** г.) **х** см
- Чёрно-белая ксилография «Ростральная колонна». (19** г.) **х** см
- Чёрно-белая ксилография «У ростральной колонны». (1969 г.) 5,5 х 8 см
- Чёрно-белая ксилография «Ленинградский мотив». (1968 г.) 13,5 х 9,5 см
- Чёрно-белая ксилография «Блокадной зимой». (1968 г.) 14 х 9,5 см
- Чёрно-белая ксилография «Фонтанка у Аничкова моста». (1968 г.) 11 х 16 см
- Чёрно-белая ксилография «У Авроры». (1977 г.) 16 х 20 см
- Чёрно-белая ксилография "Музей Революции « (бывш. особняк Матильды Кшесинской». (1969 г.) 6 х 4 см
- Чёрно-белая ксилография «Арка Главного штаба». (1960 г.) 6 х 4 см
- Чёрно-белая ксилография «Крюков канал». (1970 г.) 22 х 28 см
- Чёрно-белая ксилография «На Неве». (1966 г.) 6 х 19 см
- Чёрно-белая ксилография «Смольный». (1969 г.) 6 х 4 см
- Чёрно-белая ксилография «На Неве». (1966 г.) 6 х 19 см
- Чёрно-белая ксилография «Сочи. Мост»[31]. (1967 г.) 30 х 25 см
- Чёрно-белая ксилография «Сочи. Площадь»[32]. (1968 г.) 25 х 30 см
- Чёрно-белая ксилография «Нева»[33]. (1967 г.) 30 х 25 см
- Чёрно-белая ксилография «Набережная»[34]. (1968 г.) 30 х 25 см
- Чёрно-белая ксилография «Сочи. Автовокзал»[35]. (1969 г.) 20 х 25 см
- Чёрно-белая ксилография «Аничков мост»[36]. (1968 г.)

#### Цветные ксилографии
- Цветная ксилография «Покорение Енисея»[37]. (1967 г.) Размер листа — ** х ** см. 35х45 см
- Цветная ксилография «Таврический дворец»[38]. (1977 г.) Размер листа — ** х ** см. 35х45 см
- Цветная ксилография «Благовещенская церковь». (1979 г.) Размер листа — ** х ** см. 35х45 см
- Цветная ксилография «Голубые Ивы»[39]. (1979 г.) Размер листа — ** х ** см. 35х45 см
- Цветная ксилография «Лодочная прогулка»[40]. (1975 г.)
- Цветная ксилография «Летний вечер». (1975 г.) Размер листа — 23,5 х 30 см. 35х45 см
- Цветная ксилография «Над Невой»[41]. (1973 г.) Размер листа — 23,5 х 30 см. 35х45 см
- Цветная ксилография «Мосты»[42]. (1976 г.) 12×17 см
- Цветная ксилография «Летний сад»[43]. (1981 г.) 21х19 см
- Цветная ксилография «Октябрь. Дворцовая площадь»[44]. (1984 г.) 17×30 см
- Цветная ксилография «Арка Главного штаба, ксилография»[45]. (19** г.) **х** см
- Цветная ксилография «Петропавловский собор»[46]. (1976 г.) **х** см
- Цветная ксилография «Триумфальная арка главного штаба»[47]. (19** г.) 24,5 × 27 см
- Цветная ксилография «Нева. Петропавловская крепость»[48]. (19** г.) 13,5×17.5 см
- Цветная ксилография «Александро-Невская Лавра»[49]. (19** г.) 17,5×12.5 см
- Цветная ксилография «Дворцовая площадь» 2[50]. (19** г.) 17×14.5 см
- Цветная ксилография «Львиный мост»[51]. (19** г.) 19,5 × 18.5 см
- Цветная ксилография «Над крюковым каналом»[52]. (1979 г.)

### Иллюстрации
- Иллюстрации к поэме «Анхилита»[10] Ленинград. Детгиз. (1968) Автор: Гоппе Герман Борисович.
- Иллюстрации к книге «Литературные и памятные места Ленинграда», — книга биографических очерков о выдающихся русских писателях, прозаиках, поэтах и философах, живших в Ленинграде и прославивших его в своих произведениях, — Радищеве, Рылееве, Пушкине, Лермонтове, Добролюбове, Белинском, Чернышевском, Некрасове, Салтыкове-Щедрине и других, о классиках советской литературы.
- Иллюстрации для поэтических сборников В. Шошина
  - «Судьба и счастье». Автор: Шошин В. А. — Ленинград: лирическая трилогия/ Грав. А. А. Ушина, Н. В. Сердюкова. -Ленинград: Лениздат, 1987.-238с.: ил.
- Иллюстрации к роману «Лицом к лицу»[53] Ленинград. Советский писатель. (1967) Автор: Лебеденко Александр Гервасьевич. Иллюстрации к роману также выполнил художник Н. И. Васильев
- Иллюстрации к роману «Солдаты идут домой»[54] Ленинград. Советский писатель. (1957) Автор: Леберехт Ганс Фридрихович.
- Иллюстрации к повести «Спутники»[55] Ленинград. Советский писатель. (1955) Автор: Панова Вера Федоровна.
- Иллюстрации, ксилографии к «Цветам-цвести! Избранные стихотворения и поэмы»[56] Л .: Лениздат, (1958). 1 л. фронт., 480 с. 17×13,5 см. Автор: Дудин Михаил Александрович.
- Иллюстрации к повести «Помощники»[57] Ленинград. Детгиз. (1959) Автор: Люфанов Евгений Дмитриевич.
- Иллюстрации к повести «Отава»[58] Ленинград. Детгиз. (1959) Автор: Верейская Елена Николаевна.
- Иллюстрации к повести «Марцишор»[59] Ленинград. Детгиз. (1958) Автор: Грязнов Борис Зотич.
- Иллюстрации к повести «Далекая юность»[60] Ленинград. Детгиз. (1959) Автор: Куракин Петр Григорьевич.
- Иллюстрации к книге «Две повести»[61] Ленинград. Детгиз. (1963) Автор: Жестев Михаил.
- Иллюстрации к книге «Испытание»[62] Ленинград. Детгиз. (1963)
- Иллюстрации к повести «Начало жизни». Ленинград: Детская литература, 1971.-304с.(1971) Автор: Серебровская Елена Павловна.
- Иллюстрации к повести «Враг рядом»[63] для среднего и старшего возраста. (1974) Автор: Семин Леонид Павлович.
- Иллюстрации к повести «Отава». худож. В. И. Сердюков. — Санкт-Петербург; Москва: Речь, (2016).-192c.: ил.-(Ребята с нашего двора). Автор: Верейская Елена Николаевна.

## Реставрационные работы
Сердюков обладал редчайшим даром реставратора ксилографий — деревянных печатных форм. Дерево, хоть и твердых пород, а гравюры резались на самшите, пальме, груши, яблони, крайне недолговечны. На него пагубно влияют перепады температур. От них дерево трескается. Доски — печатные формы приходится переклеивать, подшлифовывать, а затем заново прорезать не просто, а в манере автора произведения.

Благодаря реставрационным работам выполненным Сердюковым Владимиром Ивановичем, удалось сохранить многие доски (печатные формы) выдающихся художников и мастеров русской ксилографии А. П. Остроумовой-Лебедевой, В. А. Фаворского, А. И. Кравченко, Н. И. Пискарева, М. И. Пикова, М. В. Куприянова.

Благодаря титаническому труду Владимира Ивановича по восстановлению печатных форм в 70-х — 90-х годах XX века напечатаны ксилографии:
- А. П. Остроумовой-Лебедевой,
- В. А. Фаворского,
- А. И. Кравченко,
- Н. И. Пискарева,
- М. И. Пикова,
- М. В. Куприянова,
- Г. Д. Епифанова,
- Г. А. Ечистова,
- Бакшестова,
- М. С. Чураковой.

## Награды
- Орден Красной Звезды
- Медаль «За взятие Берлина»
- Медаль «За Освобождение Варшавы»
- Медаль «За победу над Германией в Великой Отечественной войне 1941—1945 гг.»
- Медаль «За отвагу»
- 1984 г. Серебряная медаль Всесоюзной книжной выставки за Альбом цветных ксилографий «Ленинград», созданный вместе с сыном Н. В. Сердюковым и выпущенный издательством Изокомбинат «Художник России».

## Выставки
- Две выставки в Петербурге посвятили произведениям художников периода блокады Ленинграда. Валентина Петрова, Александр Харшак, Владимир Сердюков, Нина Новосельская. 17 января 2018 г.
- Санкт-Петербургский Союз художников представляет традиционную выставку «Подвигу блокадного Ленинграда посвящается» 15 января 2018 г.
- Выставка «Подвигу блокадного Ленинграда посвящается» Даты выставки: 17 января — 28 января 2017 г.
- В Выставочном центре петербургского Союза художников открылась выставка «Подвигу блокадного Ленинграда посвящается» c 20 января 2016 г.
- Мы из блокады. Государственный музей истории Санкт-Петербурга c 20 января по 4 марта 2005 г.
- Художественная выставка Петербургский стиль. В Кирилло-Белозерском музее-заповеднике представлено 33 работы художника разных лет

## Художественные работы в коллекциях музеев
- Удмуртский республиканский музей изобразительных искусств. г. Ижевск.
- Белгородский государственный художественный музей. г. Белгород.
- Музей-печатня «Страницы истории печатного дела» в Историко-культурном комплексе «Вятское» имени Е. А. Анкудиновой. Село Вятское.